# 訃報 1984年
訃報 1984年（ふほう 1984ねん）は、1984年（昭和59年）中に物故した人物をまとめたものである。詳細は月別訃報記事を参照のこと。

## 月別の訃報記事一覧
- 訃報 1984年1月
- 訃報 1984年2月
- 訃報 1984年3月
- 訃報 1984年4月
- 訃報 1984年5月
- 訃報 1984年6月
- 訃報 1984年7月
- 訃報 1984年8月
- 訃報 1984年9月
- 訃報 1984年10月
- 訃報 1984年11月
- 訃報 1984年12月

## 関連書籍
- 『現代物故者事典（1983 - 1987）』日外アソシエーツ、1988年3月。ISBN 978-4-8169-0763-0。
- 『現代物故者事典 総索引（昭和元年～平成23年）①政治・経済・社会篇』日外アソシエーツ、2012年10月1日。ISBN 978-4-8169-2383-8。
- 『現代物故者事典 総索引（昭和元年～平成23年）②学術・文芸・芸術篇』日外アソシエーツ、2012年11月1日。ISBN 978-4-8169-2384-5。